# Tàu hỏa

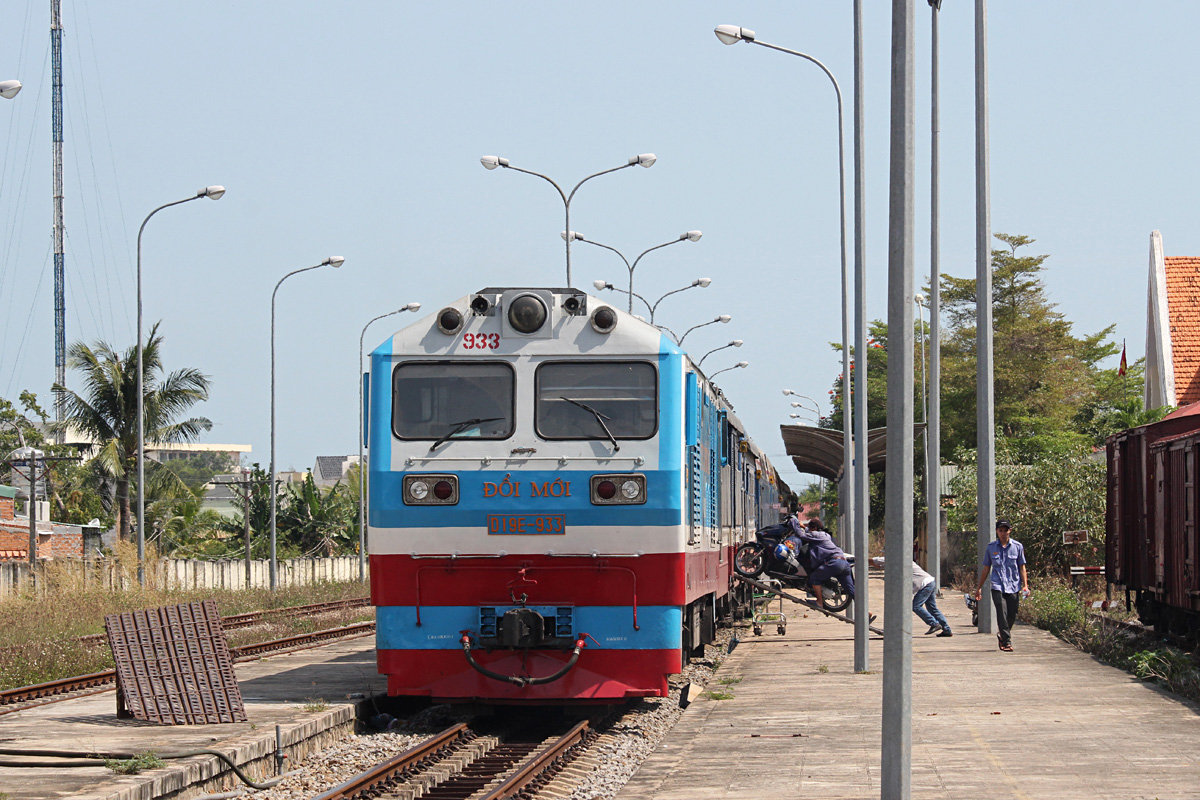
Tàu lửa SPT1 với đầu máy Đầu máy Đổi mới (D19E) tại Ga Phan Thiết, Bình Thuận.

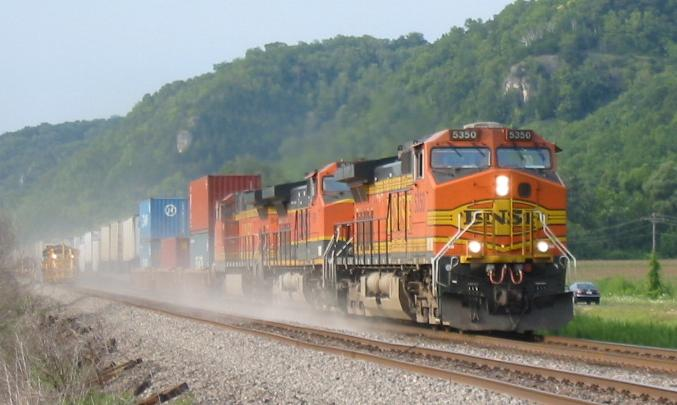
Một chuyến tàu chở hàng liên phương thức BNSF đi qua Wisconsin, Hoa Kỳ

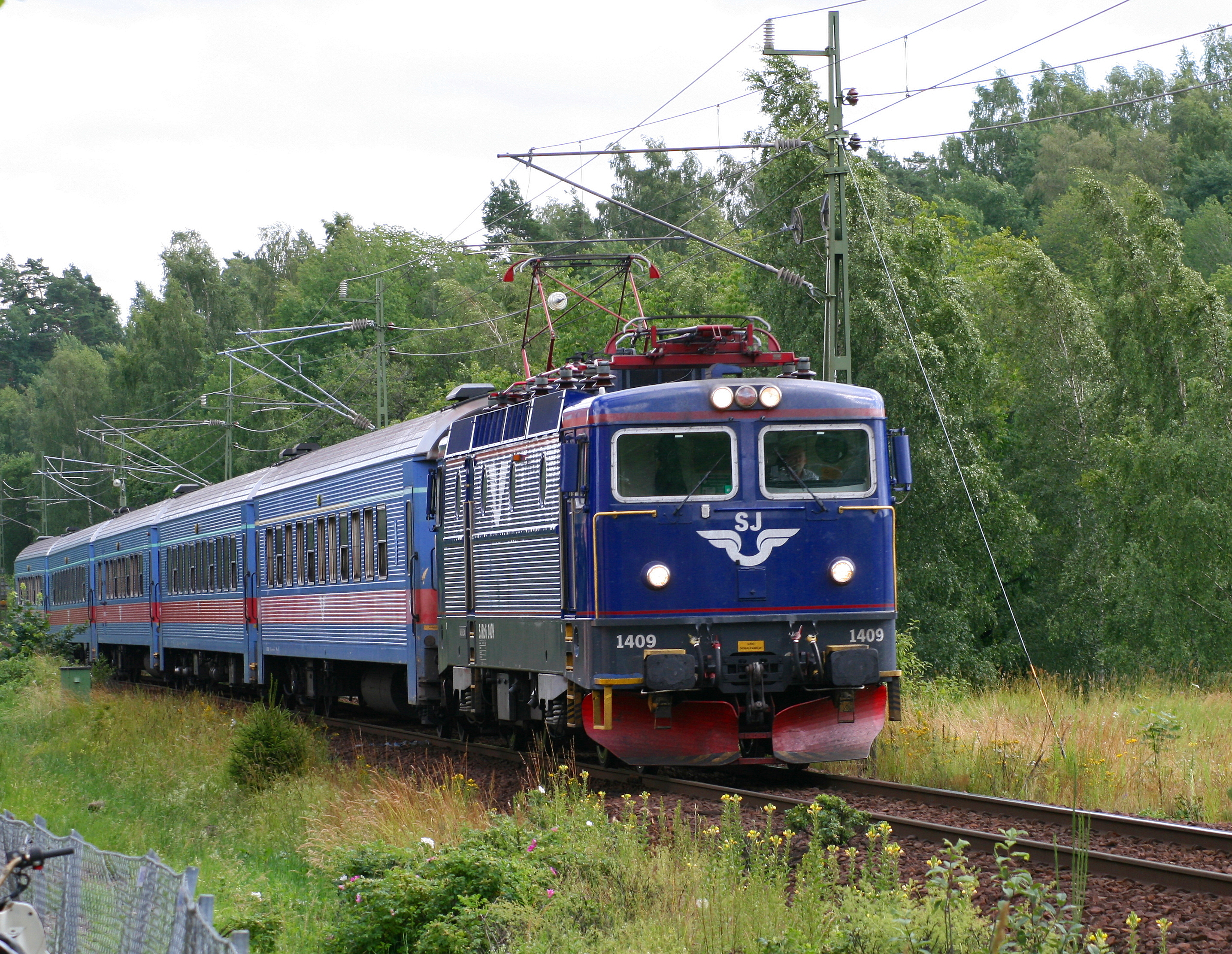
Một chuyến tàu chở khách InterCity của Thụy Điển

Tàu hỏa (hoặc xe lửa, tàu lửa)  (Hán-Việt: 火車[hoả xa], nay ít dùng) là một hình thức vận tải đường sắt bao gồm một loạt các phương tiện được kết nối với nhau thường chạy dọc theo đường ray (hoặc đường sắt) để vận chuyển hành khách hoặc hàng hóa. Một con tàu có thể lắp một hay nhiều hơn số đầu tàu và các toa, trong đó có thể là toa hành khách và toa hàng. Nhiều con tàu lắp đặt 2 đầu máy ở 2 đầu tàu, gọi là hai đầu kéo. Một con tàu cũng có thể chạy ngược (tức đuôi tàu chạy trước, đầu máy chạy sau).
Lực cho đoàn tàu được cung cấp bởi một đầu máy riêng biệt hoặc các động cơ riêng lẻ trong một tổ máy nhiều bánh tự hành. Thuật ngữ "động cơ" thường được sử dụng thay thế cho đầu máy. Mặc dù trước đây động cơ đẩy hơi nước chiếm ưu thế, nhưng các loại đầu máy phổ biến nhất là động cơ diesel và điện, loại đầu máy này được cung cấp bằng dây trên không hoặc đường ray bổ sung. Xe lửa cũng có thể được kéo bằng ngựa, được kéo bằng động cơ hoặc cáp dẫn động bằng nước hoặc tời dây, chạy xuống dốc bằng trọng lực, hoặc chạy bằng khí nén, tuabin khí hoặc pin điện.
Đường chạy của tàu thường bao gồm hai đường ray chạy với khoảng cách cố định, có thể được bổ sung bằng các đường ray bổ sung như đường ray dẫn điện ("đường ray thứ ba") và đường ray giá đỡ. Đôi khi cũng sử dụng các đường ray đơn và đường dẫn maglev.
Tàu khách bao gồm các phương tiện chuyên chở hành khách và thường có thể rất dài và nhanh. Hệ thống đường sắt cao tốc bắt đầu mở rộng nhanh chóng vào cuối thế kỷ 20 và đây vẫn là một chủ đề chính của sự phát triển hơn nữa. Thuật ngữ " đường sắt hạng nhẹ " đôi khi được dùng để chỉ hệ thống tàu điện hiện đại, nhưng nó cũng có thể có nghĩa là một dạng trung gian giữa xe điện và xe lửa, tương tự như hệ thống vận chuyển nhanh bằng đường sắt hạng nặng.
Tàu chở hàng (hàng hóa) sử dụng toa hàng (hoặc toa xe / xe tải) để vận chuyển hàng hóa hoặc vật liệu (hàng hóa). Có thể vận chuyển hành khách và hàng hóa trên cùng một chuyến tàu bằng cách sử dụng một toa hỗn hợp.
Các toa tàu và máy móc được sử dụng để bảo dưỡng và sửa chữa đường ray, được gọi là thiết bị " bảo dưỡng đường "; những thứ này có thể được lắp ráp để bảo trì đường tàu. Tương tự, các đoàn tàu chuyên dụng có thể được sử dụng để cung cấp các dịch vụ hỗ trợ cho các ga dọc theo tuyến xe lửa, chẳng hạn như thu gom rác thải hoặc doanh thu.
Tên gọi "tàu hỏa" trong tiếng Việt ban đầu để chỉ loại tàu chạy bằng động cơ hơi nước, nhưng tên gọi này có thể được áp dụng cho cả các loại tàu chạy trên đường ray sử dụng động cơ điện hay diesel hay các công nghệ khác.tàu hỏa có thể chạy nhanh tới 150km/h - 450km/h

## Phân loại

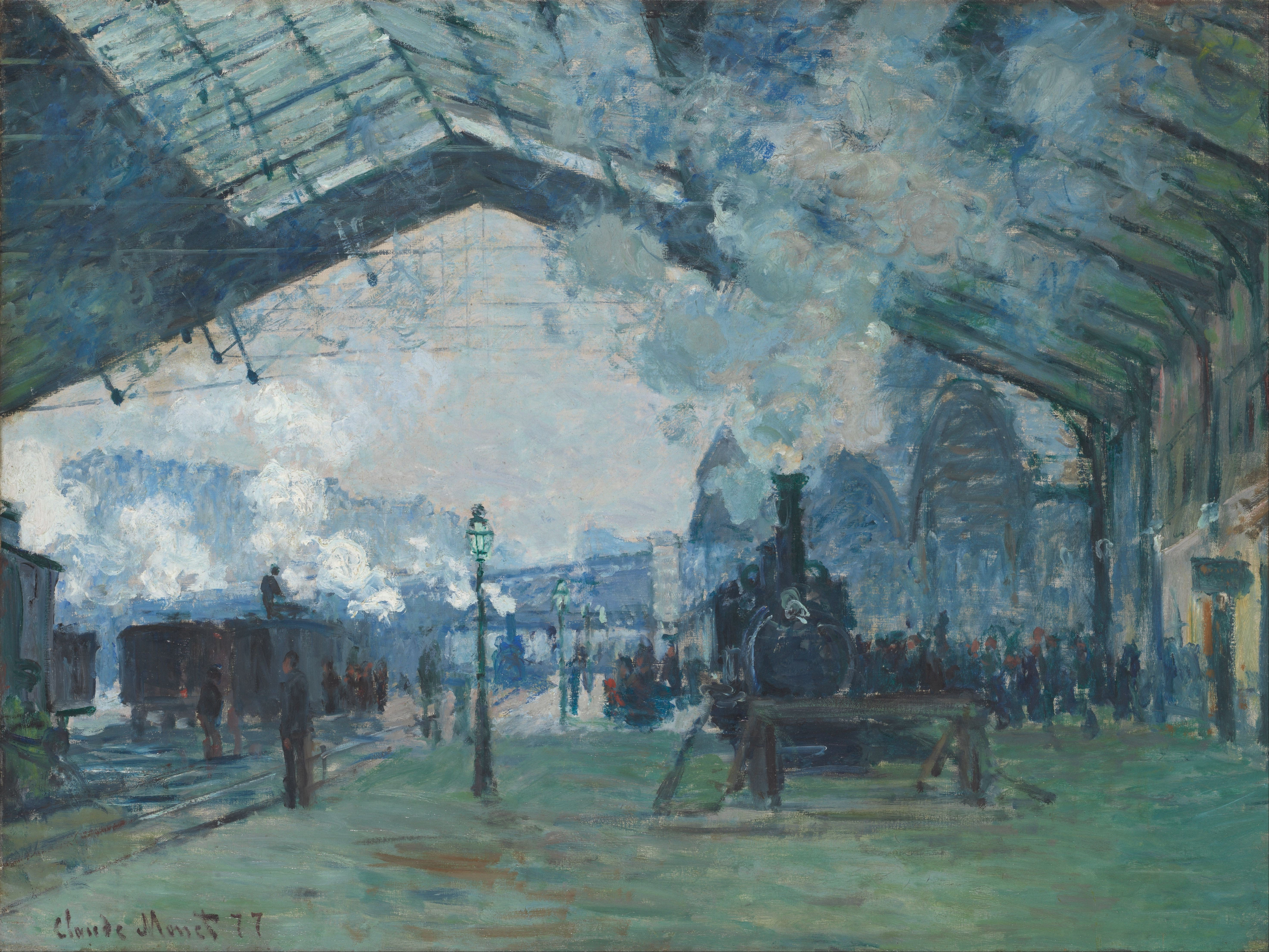
Chuyến tàu Normandy đến, Gare Saint-Lazare, của Claude Monet, 1877, Viện nghệ thuật Chicago

Có nhiều loại tàu khác nhau được thiết kế cho các mục đích cụ thể. Một đoàn tàu có thể bao gồm một tổ hợp của một hoặc nhiều đầu máy và các toa xe lửa kèm theo, hoặc một nhiều toa tự hành, hoặc đôi khi một toa được hỗ trợ đơn lẻ hoặc khớp nối được gọi là toa xe lửa. Các loại tàu đặc biệt chạy trên "đường sắt" được xây dựng theo mục đích tương ứng là một ray, đường sắt cao tốc, maglev, đường sắt khí quyển, đường sắt chạy bằng cao su, đường sắt leo núi và đường sắt răng cưa.
Một đoàn tàu chở khách bao gồm một hoặc nhiều đầu máy và (thường) một số toa. Ngoài ra, một đoàn tàu có thể hoàn toàn bao gồm các toa chở hành khách, một số hoặc tất cả các toa được chạy bằng điện; điều này được gọi là "nhiều đơn vị". Ở nhiều nơi trên thế giới, đặc biệt là Viễn Đông và Châu Âu, đường sắt cao tốc được sử dụng rộng rãi cho việc đi lại của hành khách. Các chuyến tàu chở hàng bao gồm ô tô, toa xe hoặc xe tải chứ không phải toa, mặc dù một số chuyến tàu bưu kiện và thư tín (đặc biệt là các Văn phòng Bưu điện Du lịch) có vẻ bề ngoài giống tàu chở khách hơn. Xe lửa cũng có thể có nhiều loại hỗn hợp, có cả chỗ ở cho hành khách và xe chở hàng. Các đoàn tàu hỗn hợp này rất có thể được sử dụng cho các dịch vụ chạy không thường xuyên, nơi việc cung cấp các đoàn tàu chở khách và hàng hóa riêng biệt sẽ không hiệu quả về chi phí, nhưng nhu cầu khác nhau của hành khách và hàng hóa có nghĩa là điều này được tránh nếu có thể. Các đoàn tàu đặc biệt cũng được sử dụng để bảo trì đường ray; ở một số nơi, điều này được gọi là "duy trì đường tàu".
Ở Vương quốc Anh, một đoàn tàu sử dụng hai đầu máy được gọi là đoàn tàu "hai đầu". Ở Canada và Hoa Kỳ, việc một đoàn tàu hàng dài do ba đầu máy trở lên đứng đầu là điều khá phổ biến. Một đoàn tàu có gắn đầu máy ở cả hai đầu được mô tả là "đầu và đuôi", phương pháp này thường được sử dụng khi không có sẵn phương tiện đảo chiều. Trường hợp đầu máy thứ hai được gắn tạm thời để hỗ trợ tàu hỏa khi đi lên các bờ dốc hoặc dốc (hoặc để cung cấp lực hãm cho đầu máy xuống dốc). Nhiều đoàn tàu có tải ở Mỹ được lắp ráp bằng cách sử dụng một hoặc nhiều đầu máy ở giữa hoặc ở phía sau đoàn tàu, sau đó chúng được vận hành từ xa từ cabin dẫn đầu. Cách thức này này được gọi là "DP" hoặc "Distributed Power (Công suất phân tán)".

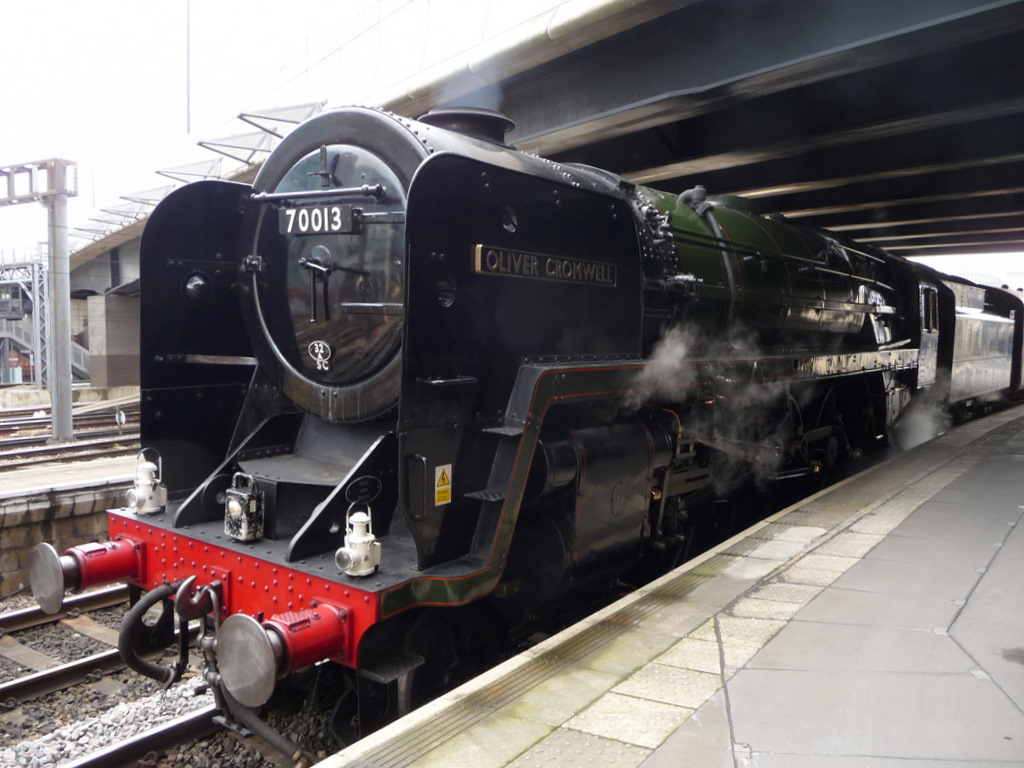
Đầu máy hơi nước ở ga Paddington, London

### Đầu máy hơi nước
Là loại đầu máy dùng động cơ, dùng than đốt cháy củi,tạo nhiệt đun nước làm tăng áp suất nước, xả van cho hơi nước đẩy piston và quay trục khuỷu.

### Đầu máy diesel cổ điển

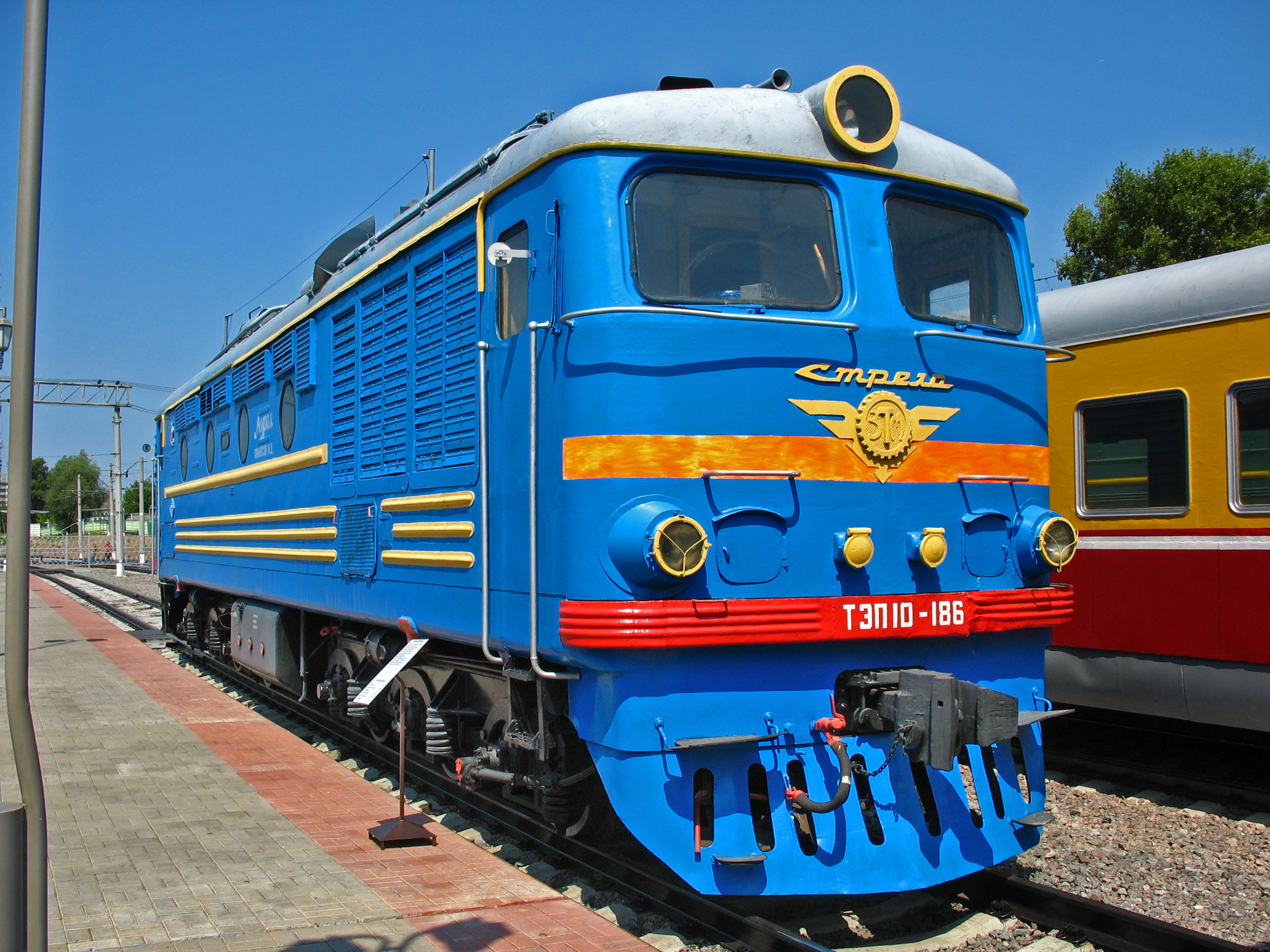
Đầu máy Diesel TEP10-186 ở Nga

Dùng động cơ diesel, buồng bơm tăng áp diesel phun dầu áp lực cao vào buồng đốt, dầu tự cháy đẩy piston quay trục khuỷu và truyền lực đến bánh qua hộp số. Ngoài ra do momen lực của động cơ lúc khởi động yếu và khi nổ máy vào điểm chết có thể gây gãy trục khuỷu hoặc máy khó hoạt động nên trước khi khởi động máy, có một kích thủy lực đẩy đầu máy di chuyển cho đến khi vượt điểm chết.

### Đầu máy diesel truyền động điện
Dùng động cơ diesel truyền momen quay đến một máy phát điện, sau đó máy phát điện truyền dòng điện vào nhiều động cơ điện, động cơ điện truyền lực trực tiếp vào hộp số đến bánh tàu. Động cơ điện có momen khởi động lớn nên thích hợp cho việc khởi động kéo nhiều toa nặng trong thời gian ngắn.

### Đầu máy điện

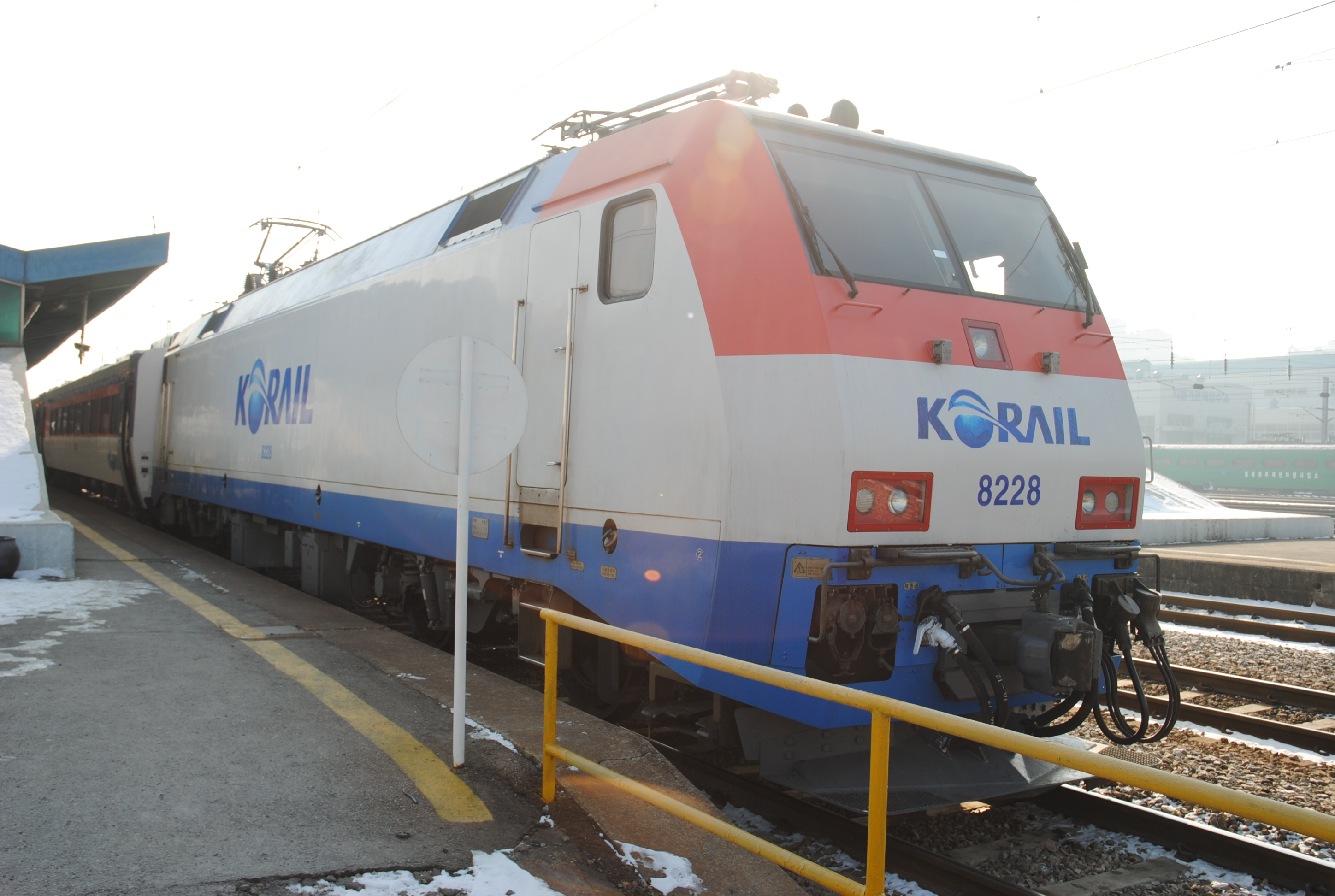
Đầu máy điện 8228 của Hàn Quốc

Dùng dây điện trên cao, dưới đường ray hoặc cả hai để cấp điện cho động cơ điện hoạt động. Đầu máy điện có thể có một đầu máy chuyên dụng, hoặc như các tàu cao tốc như "JR 700" dùng nhiều động cơ điện dọc theo từng toa tàu.

### Tàu đệm từ
Xem bài chi tiết: Tàu đệm từ

## Toa tàu

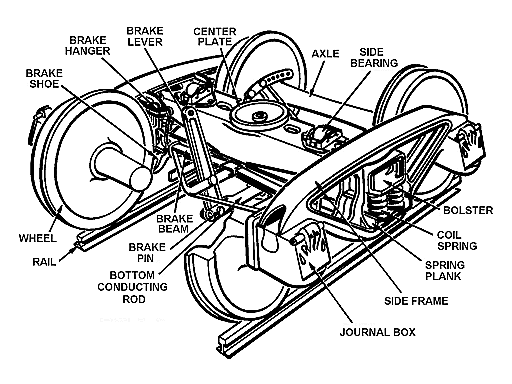
Xe đường sắt kiểu Mỹ (bogie) có ổ trục

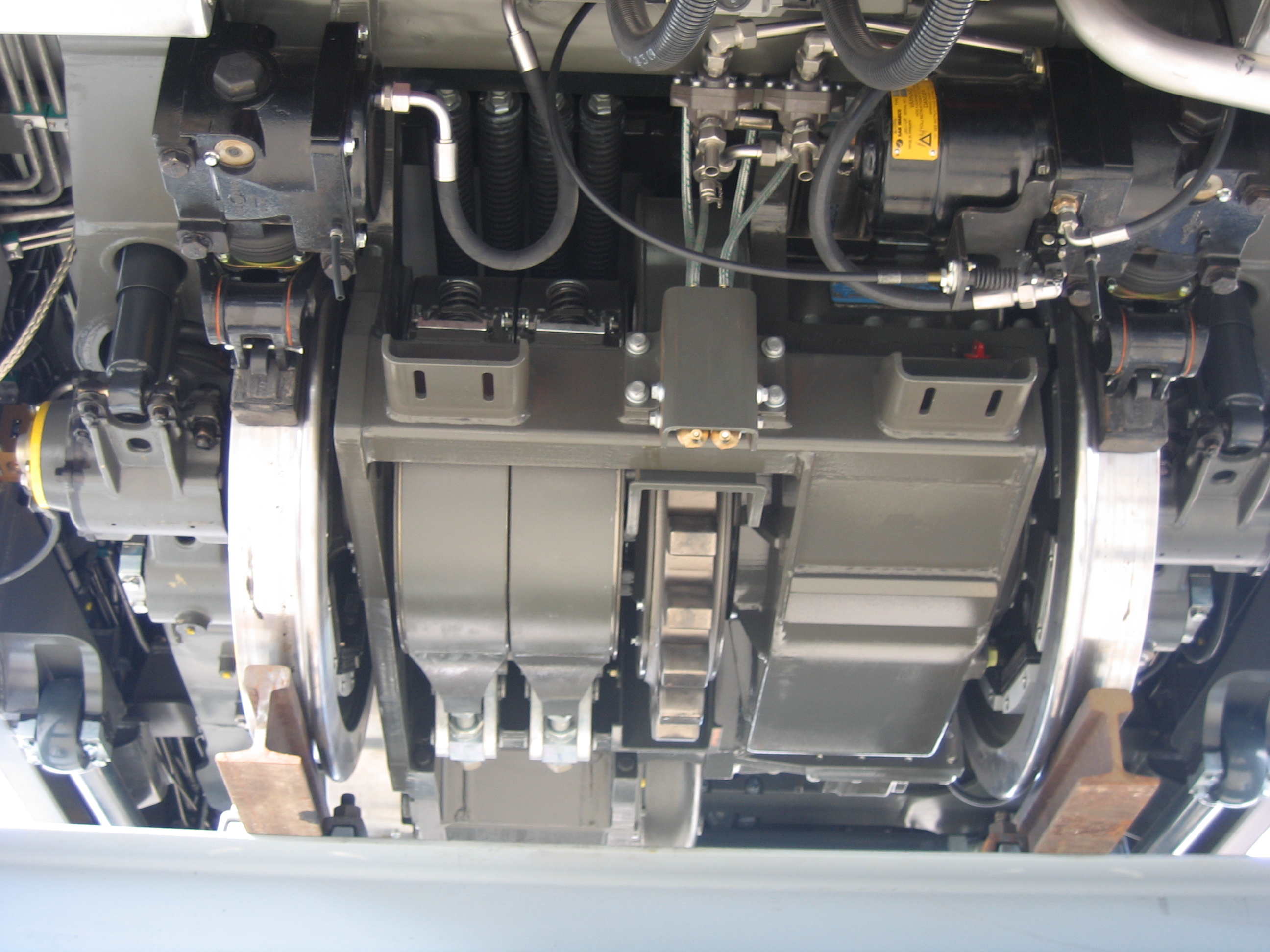
Nhìn từ dưới gầm của một toa tàu

Một toa tàu (bogie) là một toa xe có bánh hoặc xe đẩy. Theo thuật ngữ cơ học, bogie là một khung hoặc khung mang bánh xe, được gắn vào một chiếc xe. Nó có thể được cố định tại chỗ, như trên một xe tải chở hàng, gắn trên một khớp xoay, như trên một toa xe lửa hoặc đầu máy, hoặc bung ra như trong hệ thống treo của một chiếc xe bánh xích. Thông thường, mỗi toa xe, toa xe hoặc đầu máy có hai bogies, ở mỗi đầu một toa tàu. Một cấu hình thay thế, thường được sử dụng trong các phương tiện có khớp nối, đặt các bogies (thường là bogies Jacobs) dưới kết nối giữa các toa xe hoặc toa xe. Hầu hết các xe đều có hai trục, vì đây là thiết kế đơn giản nhất, nhưng một số xe được thiết kế cho tải cực nặng đã được chế tạo với tối đa năm trục cho mỗi trục. Toa hạng nặng có thể có nhiều hơn hai bogie bằng cách sử dụng các thanh đỡ nhịp để cân bằng tải trọng và kết nối các toa với nhau. Thông thường, sàn xe lửa ở mức cao hơn so với các bãi lầy, nhưng sàn của toa xe có thể thấp hơn giữa các toa, chẳng hạn như đối với tàu hai tầng để tăng không gian bên trong trong khi vẫn bị hạn chế về chiều cao, hoặc để tạo ra các toa tầng thấp dễ dàng tiếp cận, và ra vào.

## Động lực

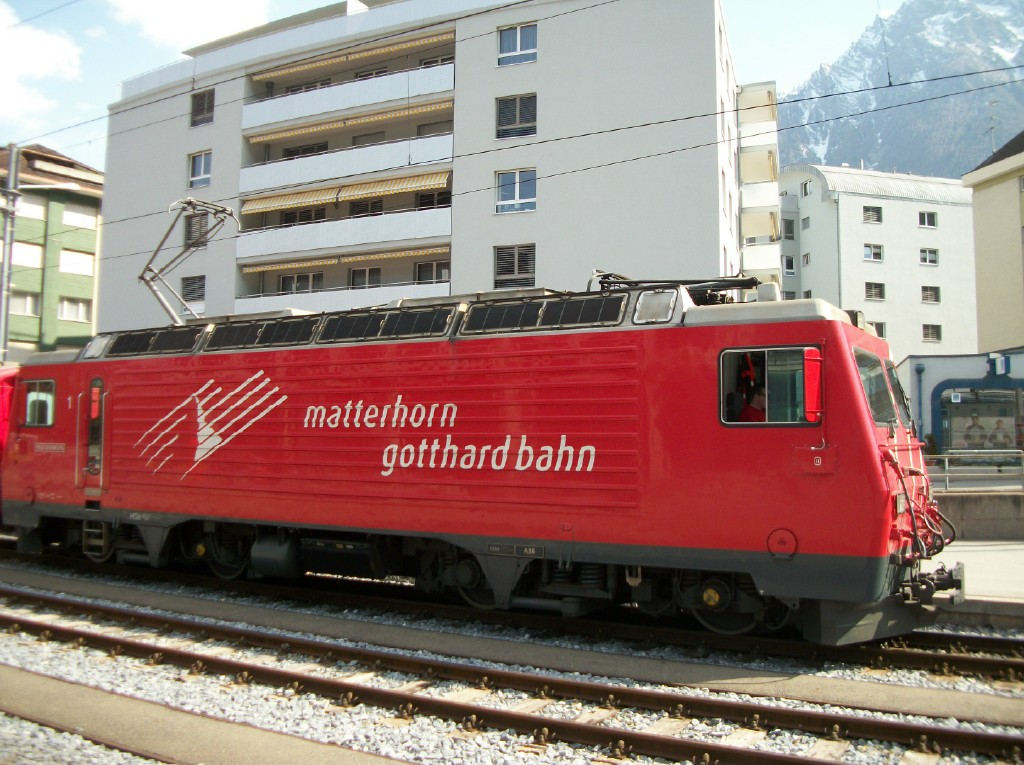
Đầu máy tàu hỏa chạy điện Thụy Sĩ tại Brig, Thụy Sĩ

Những chuyến tàu đầu tiên được kéo bằng dây thừng, chạy bằng trọng lực hoặc kéo bằng ngựa, nhưng từ đầu thế kỷ 19 hầu như tất cả các chuyến tàu đều chạy bằng đầu máy hơi nước. Từ những năm 1910 trở đi, đầu máy hơi nước bắt đầu được thay thế bằng đầu máy diesel và điện; mặc dù các dạng động cơ mới này phức tạp và đắt tiền hơn nhiều so với năng lượng hơi nước, nhưng chúng ít tốn công hơn và sạch hơn. Đồng thời, các phương tiện tự hành nhiều đơn vị (cả diesel và điện) đã được sử dụng rộng rãi hơn nhiều trong dịch vụ hành khách. Vào những năm 1970, hầu hết các quốc gia đã hoàn thành việc động cơ hóa đầu máy xe lửa sử dụng hàng ngày. Đầu máy hơi nước vẫn được sử dụng trong các tuyến đường sắt di sản hoạt động ở nhiều quốc gia với mục đích giải trí và đam mê.
Lực kéo bằng điện khiến chi phí vận hành trung bình trên mỗi dặm tàu thấp hơn nhưng với chi phí ban đầu cao hơn, điều này chỉ có thể hợp lý trên các tuyến giao thông cao. Mặc dù chi phí cho mỗi dặm xây dựng cao hơn nhiều, nhưng sức kéo bằng điện vẫn khả thi hơn trong quá trình vận hành vì chi phí nhập khẩu động cơ diesel cao hơn đáng kể. Tàu điện nhận dòng điện qua đường dây trên không hoặc qua hệ thống điện đường sắt thứ ba.
Một công nghệ đang phát triển là pin nhiên liệu, kết hợp lợi thế của việc không cần hệ thống điện tại chỗ, với ưu điểm là nó vận hành không phát ra khí thải. Tuy nhiên, một trở ngại là chi phí ban đầu đáng kể liên quan đến xe chạy pin nhiên liệu.

## Toa hành khách

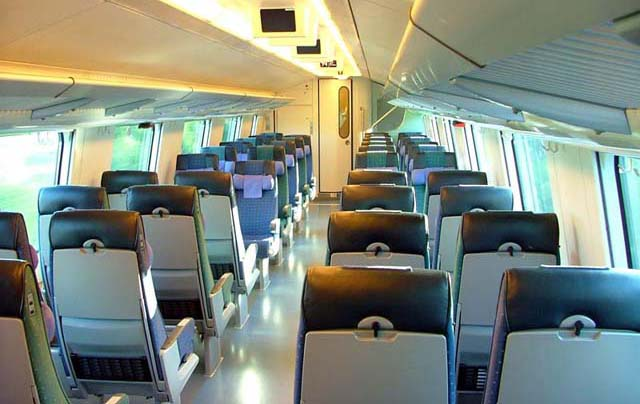
Nội thất toa hành khách trên tàu đường dài ở Phần Lan

Một toa tàu chở khách bao gồm các phương tiện chở khách và thường có thể rất dài và nhanh. Nó có thể là một đầu máy hoặc toa xe lửa tự cung cấp năng lượng, hoặc kết hợp của một hoặc nhiều đầu máy và một hoặc nhiều rơ moóc không được cung cấp năng lượng được gọi là toa xe, toa xe hoặc toa xe. Tàu khách đi giữa các ga đi, nơi hành khách có thể lên và xuống. Trong hầu hết các trường hợp, tàu khách hoạt động theo lịch trình cố định và có quyền sử dụng đường ray cao hơn tàu hàng.
Không giống như tàu hàng, tàu khách phải cung cấp nguồn điện đầu cuối cho mỗi toa để phục vụ các mục đích như chiếu sáng và sưởi ấm, v.v. Năng lượng này có thể được rút ra trực tiếp từ động cơ chính của đầu máy (được sửa đổi cho mục đích trên), hoặc từ một máy phát diesel riêng biệt trong đầu máy. Một toa máy phát điện riêng có thể được sử dụng để phục vụ hành khách trên các tuyến đường xa nơi không phải lúc nào cũng có sẵn đầu máy được trang bị thiết bị trích năng lượng.
Việc giám sát đoàn tàu chở khách là trách nhiệm của người chỉ huy, người này đôi khi được hỗ trợ bởi các thuyền viên khác như nhân viên phục vụ hoặc nhân viên khuân vác. Trong thời kỳ đỉnh cao của việc đi lại bằng đường sắt chở khách ở Bắc Mỹ, các chuyến tàu đường dài mang theo hai dây dẫn: người dẫn tàu chính được đi cùng với một người dẫn tàu Pullman, phụ trách các nhân viên phụ trách toa nằm.
Nhiều dịch vụ tàu khách uy tín đã được ban tặng một cái tên đặc biệt, một số đã trở nên nổi tiếng trong văn học và tiểu thuyết. Trong những năm qua, người đi tàu thường được gọi xe lửa chở khách là "véc ni", ám chỉ đến một thời đã qua của tàu thân gỗ với lớp trang trí bên ngoài rực rỡ và lạ mắt. “Chắn véc-ni” có nghĩa là tàu hàng chạy chậm cản trở tàu khách nhanh, gây chậm chuyến.
Một số tàu chở khách, cả đường dài và đường ngắn, có thể sử dụng toa hai tầng để chở nhiều khách hơn trên mỗi chuyến tàu. Thiết kế toa xe và sự an toàn chung của tàu khách đã phát triển vượt bậc theo thời gian, khiến việc đi lại bằng đường sắt trở nên an toàn đáng kể.

### Tàu đường dài

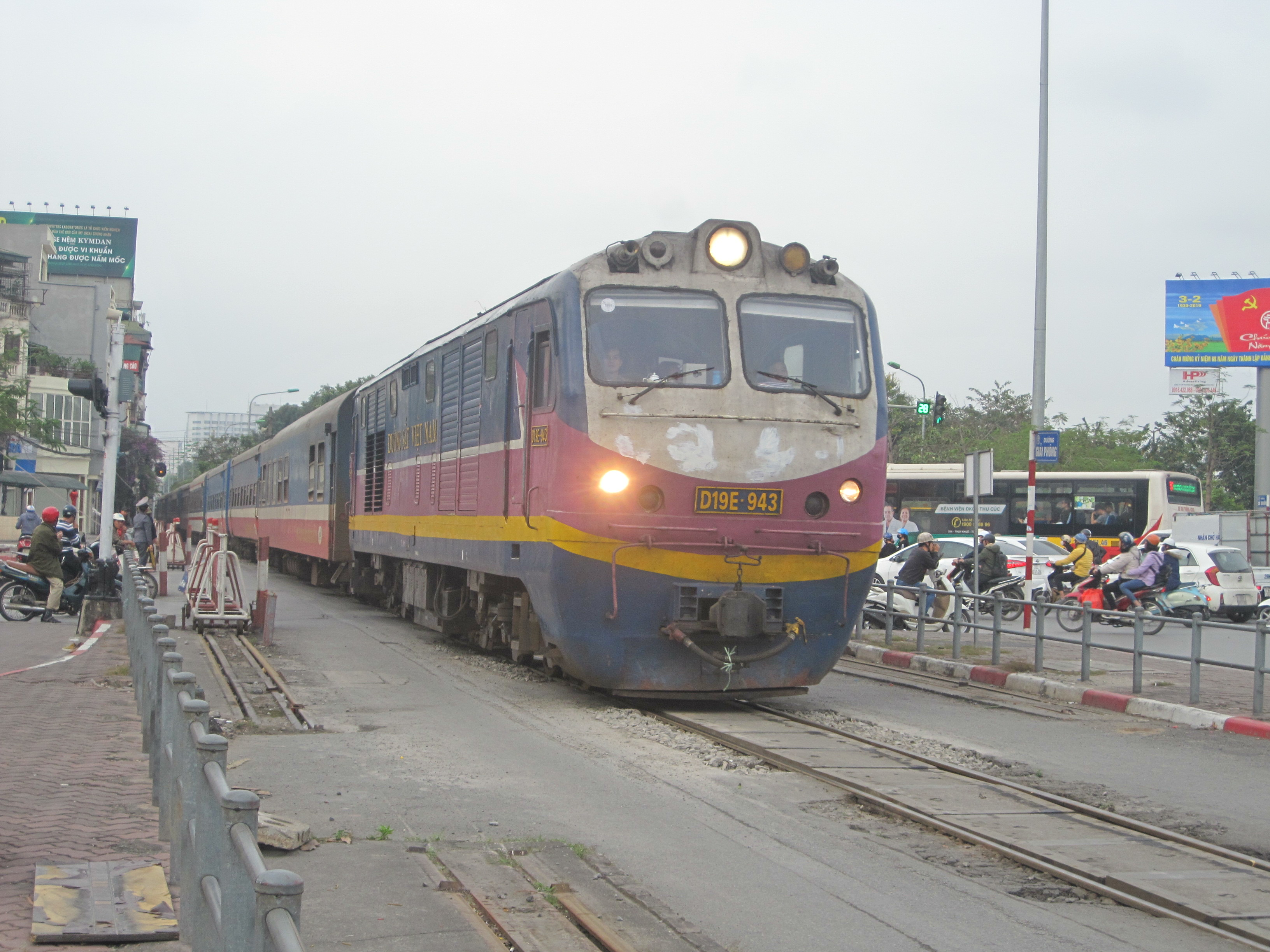
Tàu đường dài ở Việt Nam

Các chuyến tàu đường dài di chuyển giữa nhiều thành phố hoặc vùng của một quốc gia, và đôi khi băng qua một số quốc gia. Họ thường có xe ăn uống hoặc xe nhà hàng để hành khách có thể dùng bữa trong suốt hành trình. Tàu đi qua đêm cũng có thể có toa ngủ. Hiện nay phần lớn du lịch trên những khoảng cách hơn 500 dặm (800 km) được thực hiện bằng đường hàng không ở nhiều quốc gia nhưng ở những quốc gia khác, di chuyển đường dài bằng đường sắt là cách phổ biến hoặc rẻ nhất để đi đường dài.

### Đường sắt cao tốc

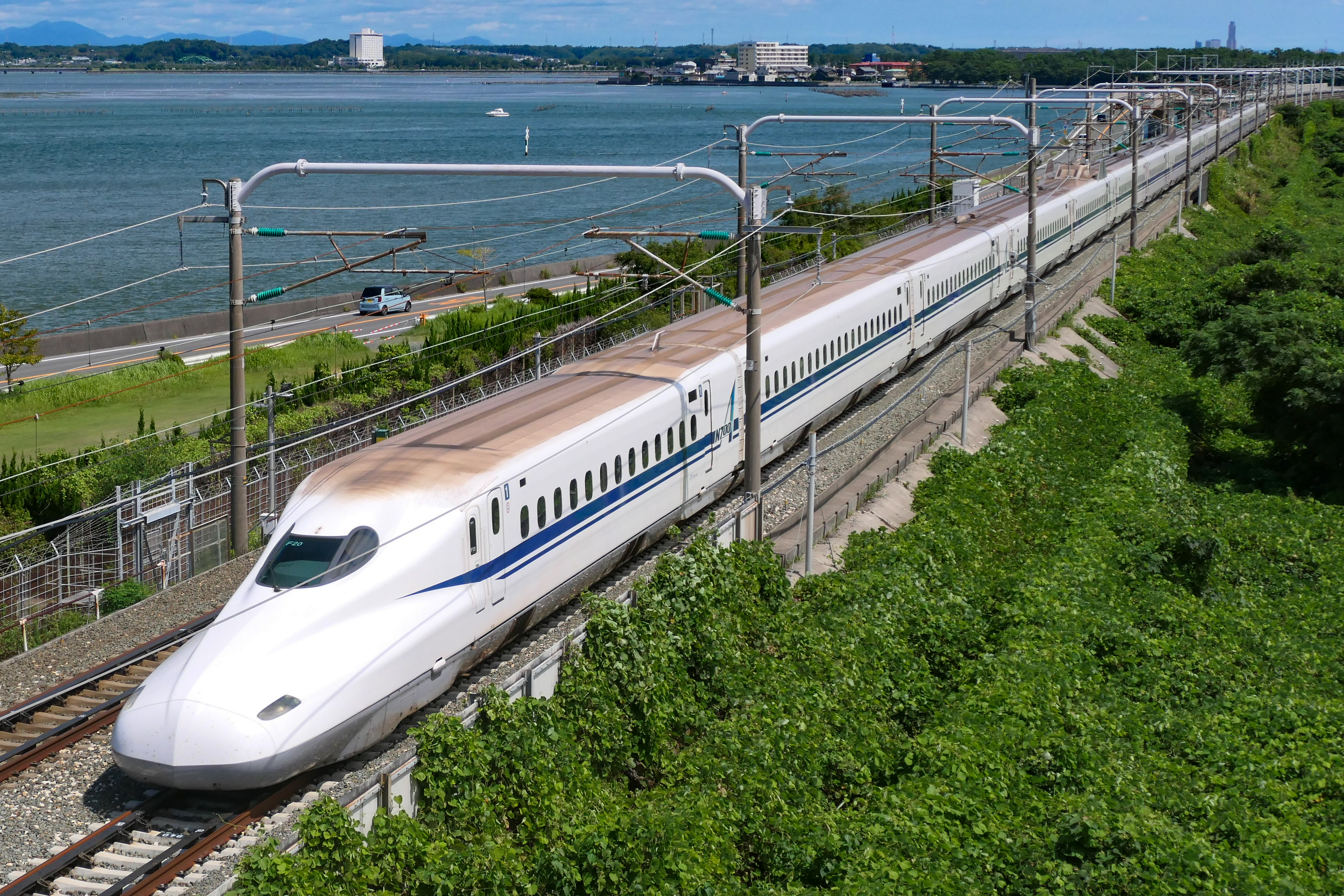
Tàu Shinkansen N700 Series Nozomi đi từ Tokyo tới Osaka trong khoảng hai giờ rưỡi.

Một loại tàu đường dài đáng chú ý và đang phát triển là đường sắt tốc độ cao, thường chạy ở tốc độ trên 200 km/h (120 mph) và thường hoạt động trên đường đua chuyên dụng đã được khảo sát và chuẩn bị để đáp ứng tốc độ cao. Ví dụ thành công đầu tiên của hệ thống đường sắt chở khách tốc độ cao là Shinkansen của Nhật Bản, thường được gọi là "tàu cao tốc", bắt đầu hoạt động vào tháng 10 năm 1964.
Tàu có bánh nhanh nhất chạy trên đường ray là TGV của Pháp (Train à Grande Vitesse, nghĩa đen là "tàu cao tốc"), trong điều kiện thử nghiệm năm 2007, đạt tốc độ 574,8 km/h (357,2 mph), gấp đôi tốc độ cất cánh của máy bay Boeing 727. TGV chạy với tốc độ tối đa là 300–320 km/h (190–200 mph), ICE của Đức (Inter-City Express) và AVE của Tây Ban Nha (Alta Velocidad Española) cũng vậy. Tốc độ cao nhất hiện đạt được trong hoạt động theo lịch trình là 350 km/h (220 mph) trên đường sắt liên tỉnh Bắc Kinh - Thiên Tân và hệ thống đường sắt cao tốc Vũ Hán - Quảng Châu ở Trung Quốc.
Trong hầu hết các trường hợp, di chuyển bằng đường sắt tốc độ cao cạnh tranh về thời gian và chi phí với đường hàng không khi khoảng cách không vượt quá 500 đến 600 km (310 đến 370 mi), do việc check-in và các thủ tục boarding tại sân bay có thể tốn thêm ít nhất hai giờ vào thời gian quá cảnh tổng thể. Ngoài ra, chi phí vận hành đường sắt trên những khoảng cách này có thể thấp hơn khi lượng nhiên liệu máy bay tiêu thụ của máy bay trong quá trình cất cánh và đạt độ cao cần thiết được tính đến. Di chuyển bằng đường hàng không trở nên cạnh tranh hơn về chi phí khi quãng đường di chuyển tăng lên vì nhiên liệu chiếm ít hơn trong tổng chi phí hoạt động của máy bay.
Một số hệ thống đường sắt tốc độ cao sử dụng công nghệ nghiêng để cải thiện độ ổn định trên các đoạn đường cong. Ví dụ về tàu nghiêng là Tàu chở khách nâng cao (APT), Pendolino, N700 Series Shinkansen, Acela của Amtrak và Talgo Tây Ban Nha. Nghiêng là một dạng động lực của siêu cao, cho phép cả giao thông tốc độ thấp và tốc độ cao sử dụng cùng một đoạn đường (mặc dù không đồng thời), cũng như tạo ra một chuyến đi thoải mái hơn cho hành khách.

### Tàu hỏa liên thành phố

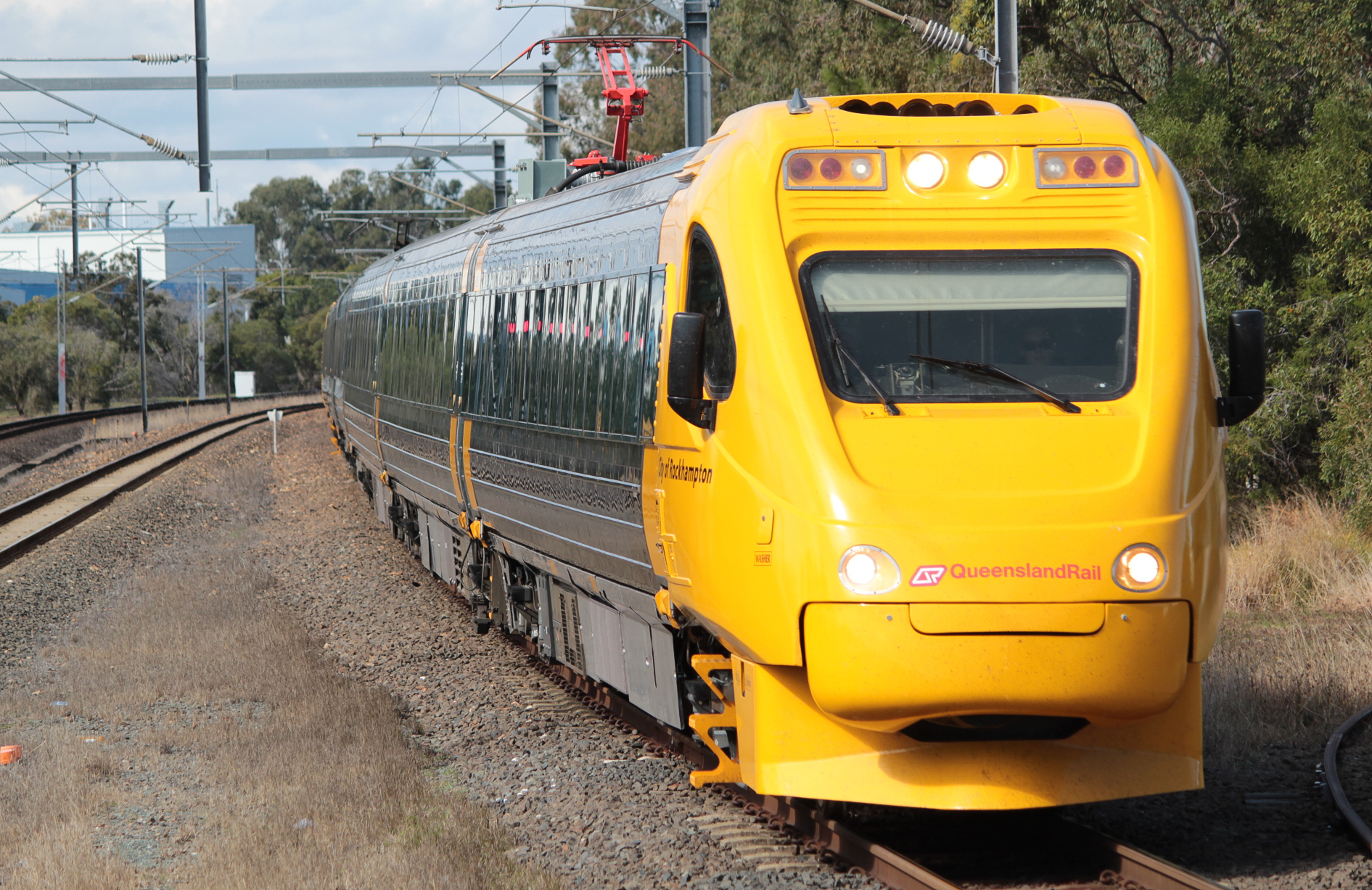
Tàu Electric Tilt, tàu nhanh nhất ở Úc, hoạt động giữa Brisbane và Rockhampton ở Queensland, khoảng cách 615 km.

"Liên thành phố" là một thuật ngữ chung cho bất kỳ dịch vụ đường sắt nào sử dụng các chuyến tàu với các điểm dừng hạn chế để cung cấp các chuyến đi đường dài nhanh chóng. Các dịch vụ liên thành phố có thể được chia thành ba nhóm chính:
- InterCity: sử dụng tàu cao tốc để kết nối các thành phố, bỏ qua tất cả các ga trung gian, do đó kết nối các trung tâm dân cư chính trong thời gian nhanh nhất có thể
- Express: gọi tại một số trạm trung gian giữa các thành phố, phục vụ cộng đồng đô thị lớn hơn
- Khu vực: gọi tại tất cả các trạm trung gian giữa các thành phố, phục vụ các cộng đồng nhỏ hơn dọc theo tuyến đường

Sự phân biệt giữa ba loại hình dịch vụ đường sắt liên thành phố có thể không rõ ràng; các chuyến tàu có thể chạy dưới dạng dịch vụ InterCity giữa các thành phố lớn, sau đó chuyển sang dịch vụ tàu tốc hành (hoặc thậm chí trong khu vực) để tiếp cận cộng đồng ở những điểm xa nhất của hành trình. Thực hành này cho phép các cộng đồng cận biên được phục vụ theo cách hiệu quả nhất về chi phí, với chi phí là thời gian hành trình dài hơn cho những người muốn đi đến ga cuối.

#### Tàu khu vực
Các chuyến tàu khu vực thường kết nối giữa các thị trấn và thành phố, phục vụ các cộng đồng nhỏ hơn ở thành thị (và một số vùng nông thôn) trên đường đi. Các dịch vụ này được cung cấp để đáp ứng nhu cầu giao thông địa phương ở các khu vực ít người dân đi lại.

#### Đường sắt tốc độ cao
Đường sắt tốc độ cao là một loại tàu đặc biệt. Các chuyến tàu cho dịch vụ đường sắt tốc độ cao hơn có thể hoạt động với tốc độ tối đa cao hơn các chuyến tàu liên thành phố thông thường nhưng tốc độ không cao bằng các chuyến tàu trong dịch vụ đường sắt cao tốc. Các dịch vụ này được cung cấp sau khi cải tiến cơ sở hạ tầng đường sắt thông thường để hỗ trợ các đoàn tàu có thể vận hành an toàn ở tốc độ cao hơn.

### Tàu khoảng cách ngắn

#### Tàu ngoại ô

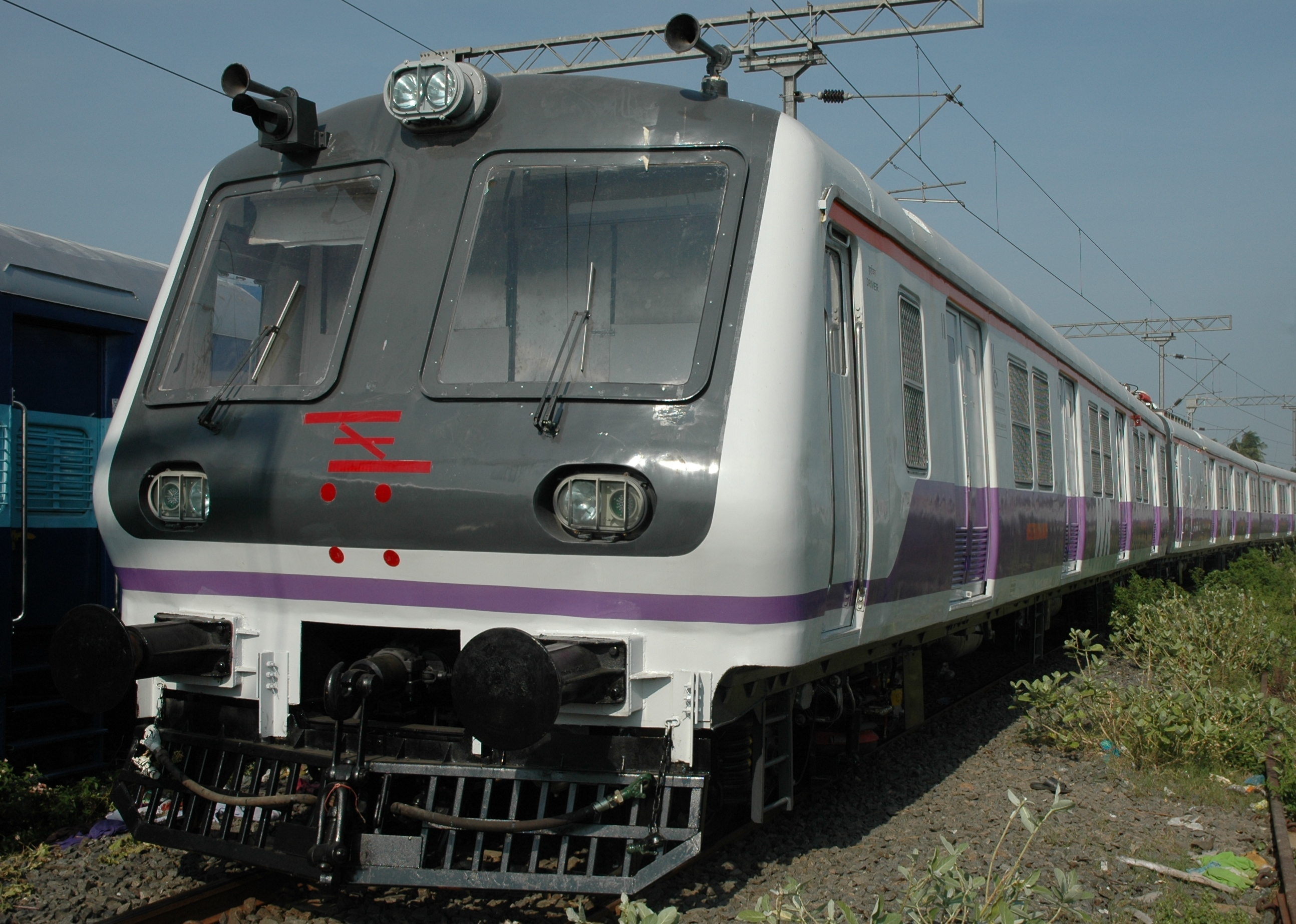
Các chuyến tàu ngoại ô của Mumbai xử lý 7,24 triệu hành khách mỗi ngày.

Đối với các khoảng cách ngắn hơn, nhiều thành phố có mạng lưới các chuyến tàu đi lại (còn được gọi là tàu ngoại ô) phục vụ nội thành và các vùng ngoại ô. Tàu hỏa là một phương tiện giao thông rất hiệu quả để đáp ứng nhu cầu giao thông lớn trong đô thị. So với vận tải đường bộ, nó chở được nhiều người với diện tích đất nhỏ hơn nhiều, không khí ít ô nhiễm. Đường sắt đi lại cũng di chuyển trong phạm vi dài hơn so với hệ thống vận chuyển nhanh với tần suất tương đối ít hơn và có thể chia sẻ đường ray với các đoàn tàu khác.
Một số toa xe có thể được thiết kế để có chỗ đứng hơn chỗ ngồi, hoặc tạo điều kiện cho việc mang theo xe đẩy, xe đạp hoặc xe lăn. Một số quốc gia có tàu khách hai tầng để sử dụng trong các khu phố. Tàu cao tốc và tàu hỏa hai tầng đang trở nên phổ biến hơn ở lục địa Châu Âu.
Đôi khi sự tắc nghẽn nghiêm trọng của các chuyến tàu đi lại có thể trở thành một vấn đề. Ví dụ, ước tính có khoảng 3,5 triệu hành khách đi trên tuyến Yamanote ở Tokyo, Nhật Bản, với 29 nhà ga. Để so sánh, tàu điện ngầm thành phố New York chở 5,7 triệu hành khách mỗi ngày với 472 ga. Những chiếc xe đặc biệt có ghế băng có thể gập lại để chỉ cung cấp chỗ đứng trong giờ cao điểm buổi sáng trên tuyến này. Trước đây, đoàn tàu này gồm 2 toa, mỗi bên sáu cửa để rút ngắn thời gian lên xuống ga cho hành khách.
Tàu khách thường có tay nắm phanh khẩn cấp (hoặc "dây liên lạc") để công chúng có thể vận hành, nếu trường hợp khẩn cấp xảy ra (như nếu ai đó bị kẹt trên cửa toa tàu). Điều này làm cho đoàn tàu bị kéo dây khẩn cấp và trong một số trường hợp, tất cả các đoàn tàu trong khu vực phải dừng lại. Vì dây hãm khẩn cấp có thể khiến tất cả các đoàn tàu trong khu vực phải dừng lại gây ra sự chậm trễ, nên ai lạm dụng dây hãm khẩn cấp sẽ bị phạt rất nặng.
Các nhà điều hành xe lửa đi lại và ngoại ô khác nhau (ví dụ: Sydney Trains, NJ Transit, Paris RER) sử dụng tàu hai tầng. Tàu hai tầng tăng sức chứa ngay cả khi chạy ít hơn.

### Tàu trong thành phố

#### Rapid transit (chuyển tuyến nhanh)

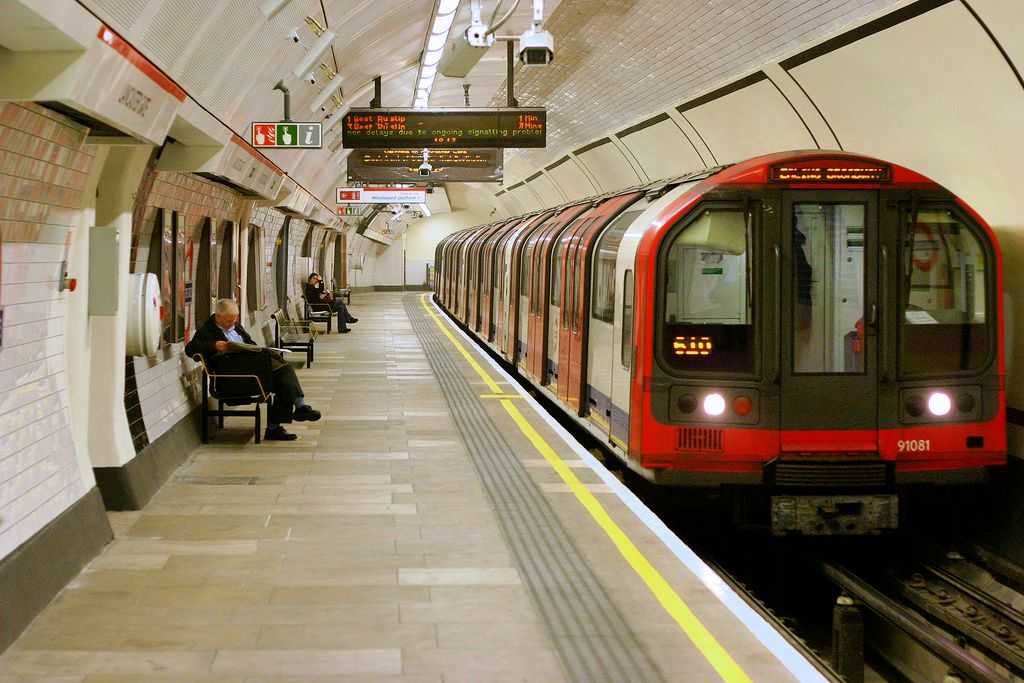
" Tàu điện ngầm " trên tàu điện ngầm London

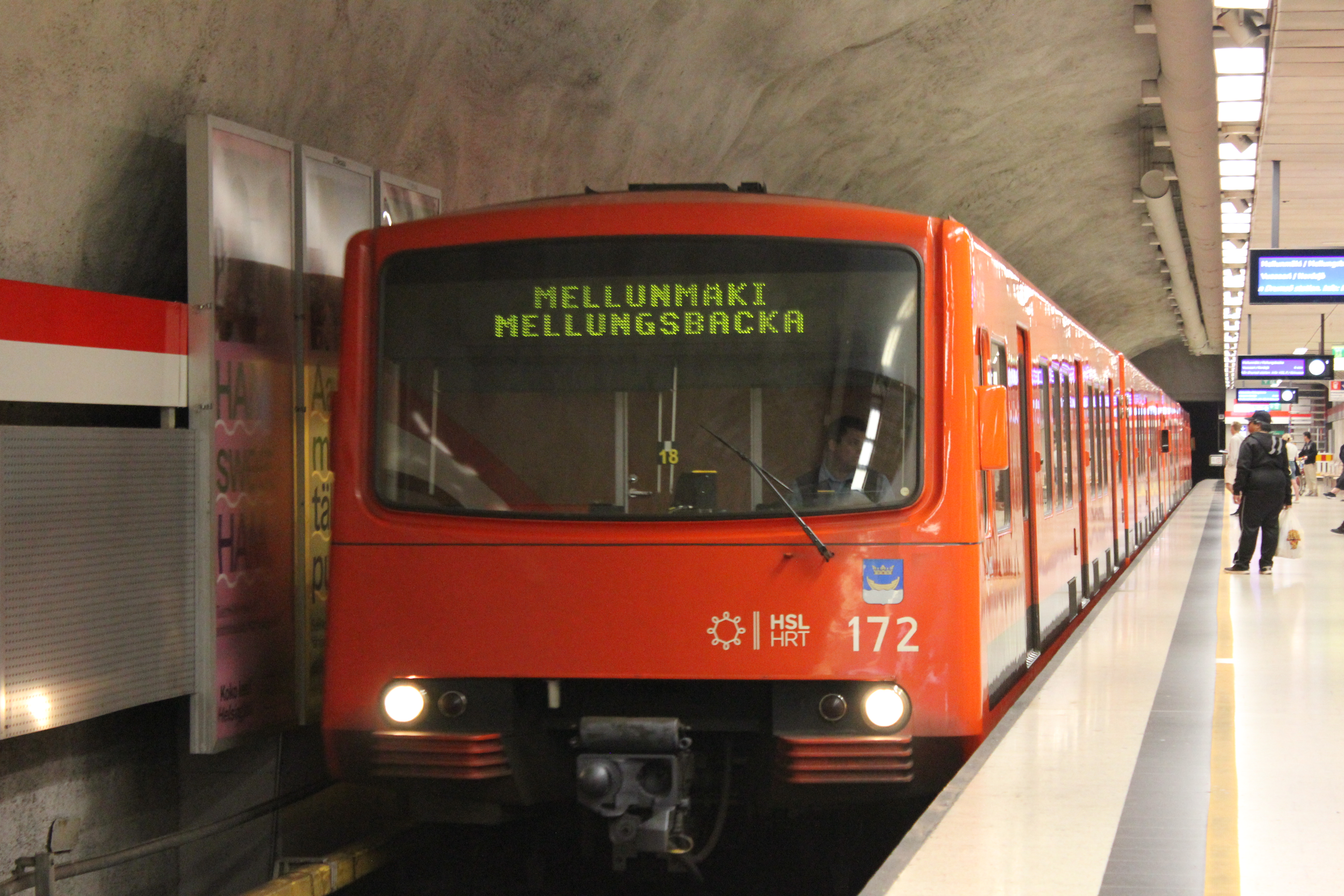
Một chuyến metro trên Helsinki Metro

Các thành phố lớn thường có hệ thống vận chuyển nhanh chóng, còn được gọi là "tàu điện ngầm", "metro", "underground" hoặc "tube". Các đoàn tàu này chạy bằng điện, thường chạy bằng đường ray thứ ba và các tuyến đường sắt của chúng tách biệt với các phương tiện giao thông khác, thường không có giao cắt đồng mức. Thông thường chúng chạy trong các đường hầm ở trung tâm thành phố và đôi khi trên các cấu trúc trên cao ở các khu vực bên ngoài của thành phố. Chúng có thể tăng tốc và giảm tốc nhanh hơn các đoàn tàu đường dài, nặng hơn.
Thuật ngữ chung "chuyển tuyến nhanh" được sử dụng cho các phương tiện giao thông công cộng như tàu hỏa, tàu điện ngầm và đường sắt hạng nhẹ. Tuy nhiên, các dịch vụ trên Tàu điện ngầm Thành phố New York được gọi là "xe lửa", trong khi các dịch vụ trên Tàu điện ngầm London thường được gọi là "tàu điện ngầm" hoặc "tube".

#### Tàu điện (tram)

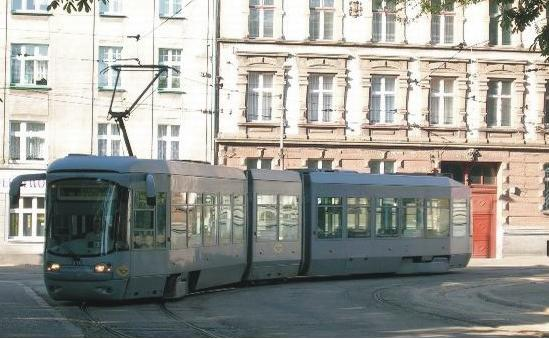
Một chiếc xe điện có khớp nối 100 Alstom Citadis ở Bytom, Ba Lan

Ở Anh, sự phân biệt giữa đường tàu điện và đường sắt là chính xác và được quy định trong luật. Ở Canada và Hoa Kỳ, những tuyến đường sắt như vậy được gọi là xe đẩy hoặc xe điện. Sự khác biệt cơ bản giữa hệ thống đường sắt và hệ thống xe đẩy là hệ thống sau chủ yếu chạy trên các đường phố công cộng, trong khi xe lửa có quyền ưu tiên ngăn cách với các đường phố công cộng. Thường thì hệ thống đường sắt xuyên đô thị và đường sắt hiện đại kiểu Mỹ bị nhầm lẫn với hệ thống xe đẩy, vì hệ thống này cũng có thể chạy trên đường phố cho các đoạn đường ngắn hoặc dài trung bình. Trong một số ngôn ngữ, từ xe điện cũng dùng để chỉ các mạng lưới kiểu đường sắt nhẹ và liên đô thị, cụ thể là tiếng Hà Lan.
Chiều dài của xe điện hoặc xe đẩy có thể được xác định theo quy định của quốc gia. Đức có cái gọi là tiêu chuẩn Bo-Strab, giới hạn chiều dài của xe điện ở mức 75 mét, trong khi ở Mỹ, chiều dài xe thường bị giới hạn bởi chính quyền địa phương, thường chỉ cho phép một loại phương tiện duy nhất hoạt động trong hệ thống giao thông công cộng.

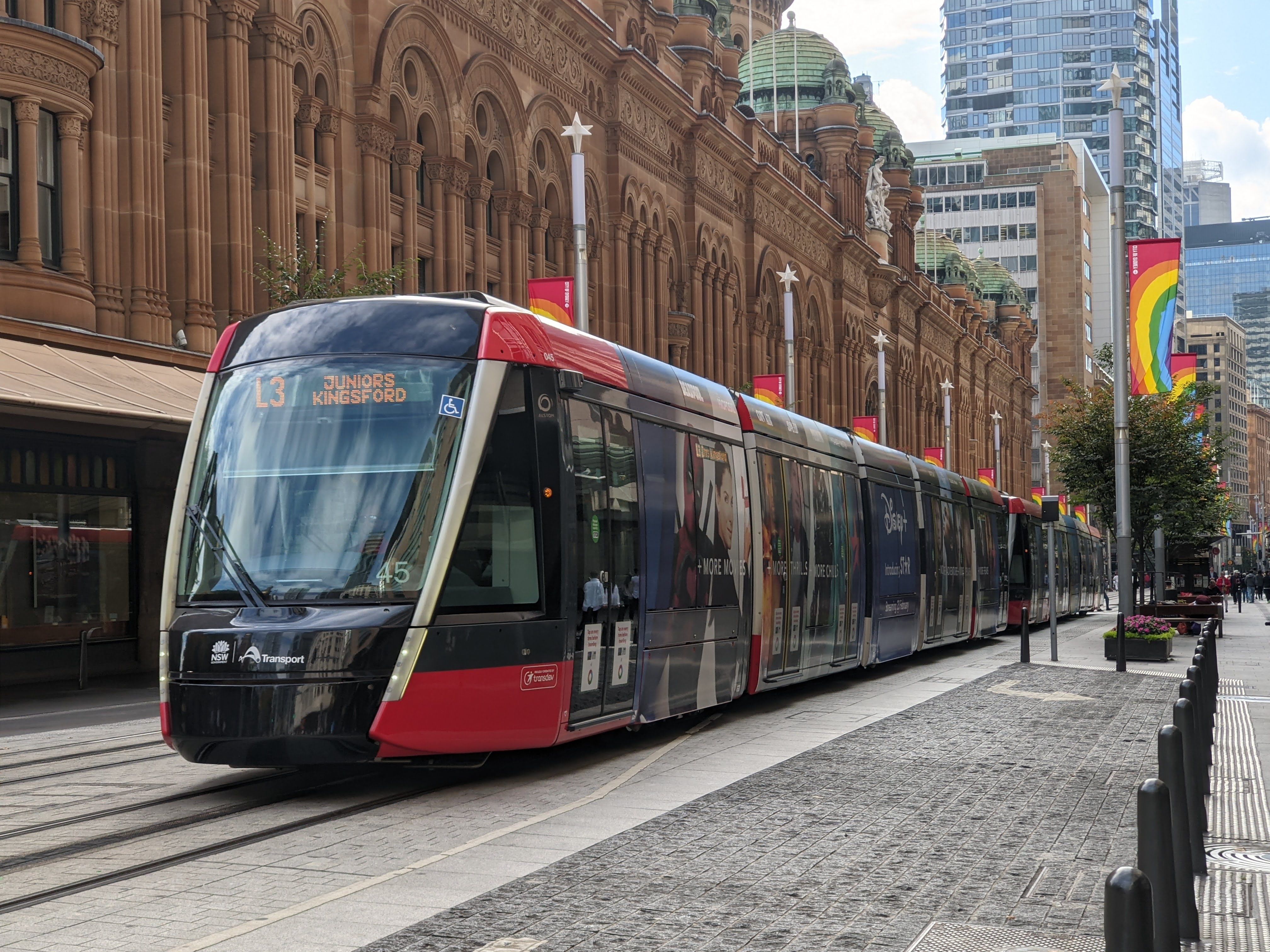
Tàu đường sắt nhẹ ở Sydney, Úc

#### Đường sắt nhẹ (light rail)
Thuật ngữ "đường sắt hạng nhẹ" đôi khi được sử dụng cho một hệ thống xe điện hiện đại, mặc dù các tuyến đường sắt hạng nhẹ thường có quyền ưu tiên chủ yếu dành riêng, giống với đường sắt hạng nặng và ít giống đường tàu điện hơn. Nó cũng có thể có nghĩa là một dạng trung gian giữa xe điện và xe lửa, tương tự như tàu điện ngầm, ngoại trừ việc nó có thể có các đường cắt ngang mà sau đó thường được bảo vệ bằng các cổng băng qua đường. Theo thuật ngữ của Hoa Kỳ, các hệ thống này thường được gọi là "liên đô thị" vì chúng kết nối các khu đô thị lớn hơn trong vùng lân cận của một thành phố lớn với trung tâm của thành phố. Các hệ thống đường sắt hạng nhẹ hiện đại thường sử dụng quyền ưu tiên dành cho đường sắt hạng nặng bị bỏ hoang (ví dụ như các tuyến đường sắt cũ) để hồi sinh các khu vực bị tước đoạt và các khu vực tái phát triển trong và xung quanh các tụ điểm dân cư lớn.

#### Monorail (tàu 1 ray)

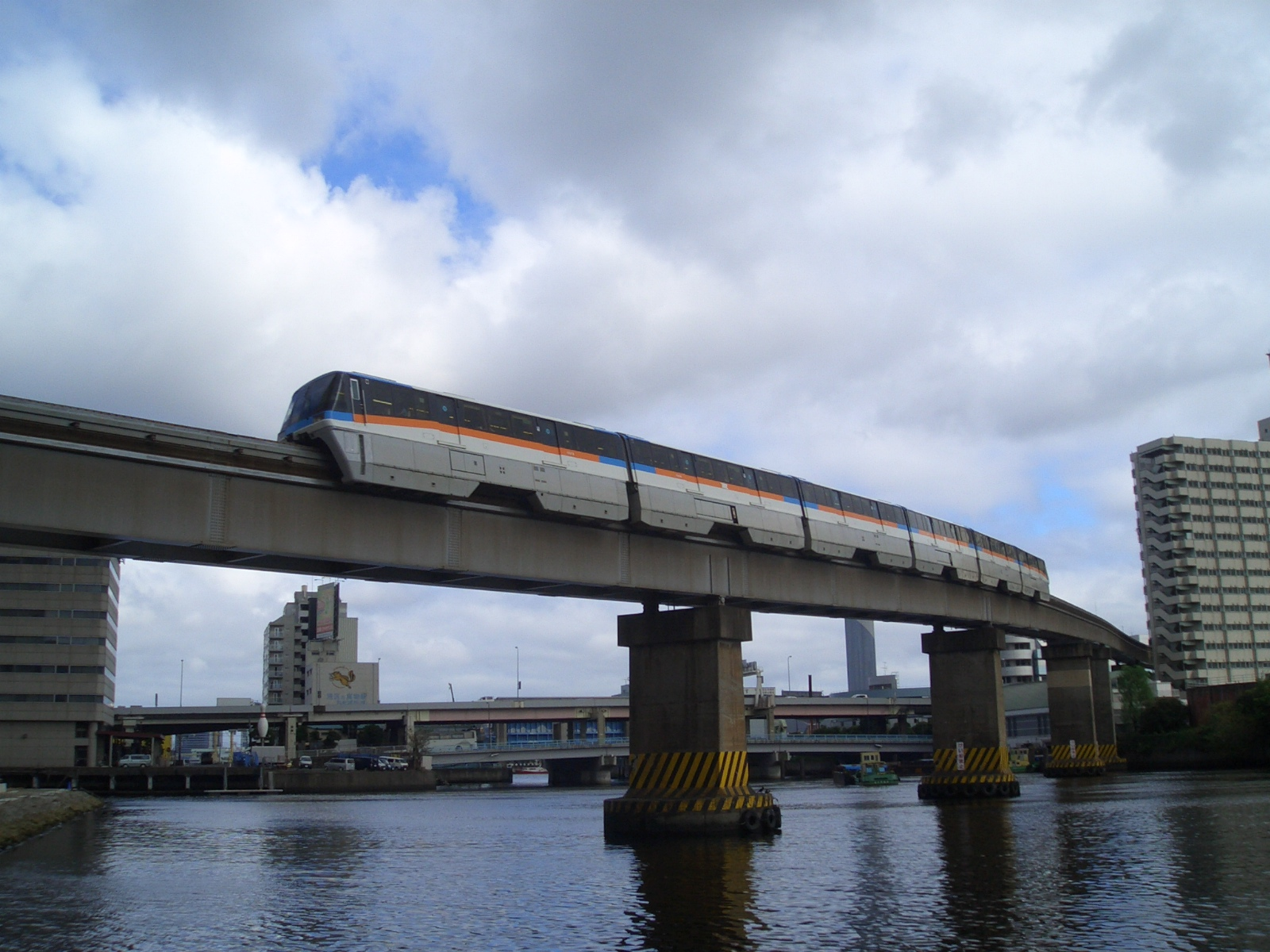
Tokyo Monorail

Monorail được phát triển để đáp ứng nhu cầu giao thông trung bình trong quá trình vận chuyển đô thị và bao gồm một đoàn tàu chạy trên một đường ray, thường là trên cao. Monorails đại diện cho một phần tương đối nhỏ của lĩnh vực đường sắt tổng thể. Hầu hết tất cả các tàu một ray đều sử dụng động cơ cảm ứng tuyến tính.

#### Maglev (tàu đệm từ)
Để đạt được hoạt động nhanh hơn nhiều trên 500 km/h (310 mph), công nghệ maglev sáng tạo đã được nghiên cứu từ đầu thế kỷ 20. Công nghệ sử dụng nam châm để đẩy tàu lên phía trên đường ray, giảm ma sát và cho phép đạt tốc độ cao hơn. Một nguyên mẫu ban đầu đã được trình diễn vào năm 1913. Chuyến tàu maglev thương mại đầu tiên là một tàu đưa đón sân bay được giới thiệu vào năm 1984 tại Sân bay Birmingham ở Anh.
Tàu Maglev Thượng Hải, khai trương năm 2003, là dịch vụ tàu thương mại nhanh nhất trong số các loại tàu, hoạt động với tốc độ lên đến 430 km/h (270 mph). Maglev vẫn chưa được sử dụng cho các tuyến vận tải công cộng liên thành phố.

## Đoạn đường ray xe lửa

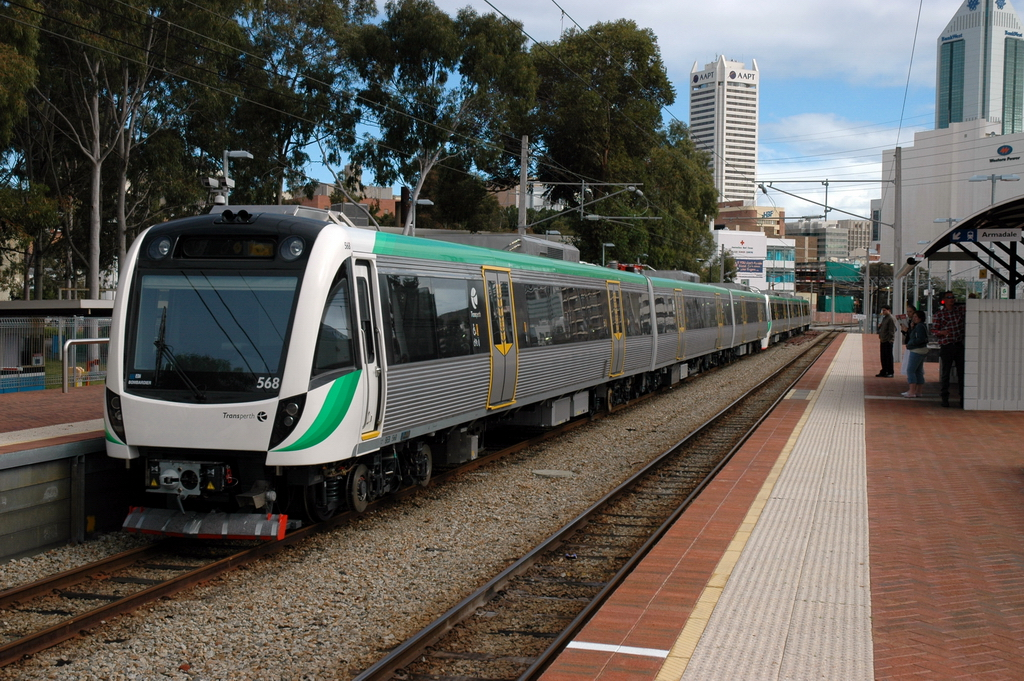
Tàu hỏa Transperth chạy bằng điện tại Mclver, Perth, Tây Úc

Đoạn đường ray xe lửa là quãng đường gồm các tuyến đường ray xe lửa để nối liền các địa phương. Một đoạn đường ray có thể có nhiều tuyến khác nhau.
Đoạn đường sắt dài nhất thế giới mà được dùng thường xuyên là Đường sắt xuyên Sibir dài 9288 km.
Cuối năm 2014, đoạn đường xe lửa chở hàng hoá dài 13.000 km nối giữa Tây Ban Nha và Trung Quốc là đoạn đường sắt dài nhất thế giới, bắt đầu từ Nghĩa Ô cho tới Madrid. Vào mùa Noel, nó sẽ chạy thử lần đầu tiên chở hàng hóa như rượu nho, thịt nguội và dầu ô liu từ Tây Ban Nha sang Trung Quốc, xuyên qua 6 nước, Pháp, Đức, Ba Lan, Belarus, Nga, và Kazakhstan.
Hiện thời quãng đường này mất 3 tuần (21 ngày) và hàng hóa phải được dỡ hàng 3 lần vì khổ đường khác nhau, tuy nhiên vẫn nhanh hơn 10 ngày so với đường thủy.

## Tàu lửa ở Việt Nam
Năm 1881, người Pháp khởi công xây dựng đường sắt ở Việt Nam. Hiện tại có 3 khổ đường: loại 1 m, 1,435 m và đường lồng cả loại 1 m và 1,435 m. Tổng chiều dài đường sắt là 3.142,69 km, trong đó gồm 2632 km đường sắt chính, 402,69 km đường ga và 107,95 km đường nhánh. Trên đường sắt có 1777 cái cầu với chiều dài tổng cộng là 44073 m, trong đó 576 cầu có trạng thái kỹ thuật tốt với chiều dài 16.223 m còn lại 1.201 cầu trạng thái kỹ thuật xấu với chiều dài 27.850 m. Cấp tải trọng của cầu không đồng nhất từ T11 đến T22. Đường sắt Việt Nam đi xuyên qua các hầm chủ yếu ở hai tuyến: phía Nam trên tuyến đường Thống Nhất có 27 hầm với chiều dài tổng cộng là 8335 m; phía Bắc tuyến Hà Nội – Lạng Sơn có 8 hầm với tổng chiều dài là 3133,4 m.
Phân bố tập trung ở phía bắc dài 1.120 km (từ Tây sang Đông) và chạy dọc đất nước theo hướng Bắc – Nam (dài cả tuyến nhánh khoảng 2.010 km từ Hà Nội đến Sài Gòn).
Cả nước có 63 tỉnh thành thì tàu hỏa đi qua 35 tỉnh và thành phố, hầu hết đi qua các vùng đông dân và khu đô thị lớn.
Đường sắt đi qua các vùng dân cư, khu kinh tế và các trung tâm văn hoá: chiếm 57% dân cư, 47% về tổng diện tích đất đai và 60% về GDP.
Việt Nam có 15 tuyến chính:
1. Hà Nội – Sài Gòn: 1726,2 km
2. Hà Nội – Hải Phòng: 95,7 km
3. Hà Nội – Đồng Đăng: 163,3 km
4. Hà Nội – Lào Cai: 285 km
5. Hà Nội – Quan Triều: 54,7 km
6. Kép – Lưu Xá: 56,7 km
7. Kép – Cái Lân: 126 km
8. Yên Viên – Cái Lân: 132 km
9. Bắc Hồng – Văn Điển: 38,5 km
10. Mai Pha – Na Dương: 29,6 km
11. Cầu Giát – Nghĩa Đàn: 30 km
12. Diêu Trì – Quy Nhơn: 10,5 km
13. Đà Lạt – Trại Mát: 7,68 km

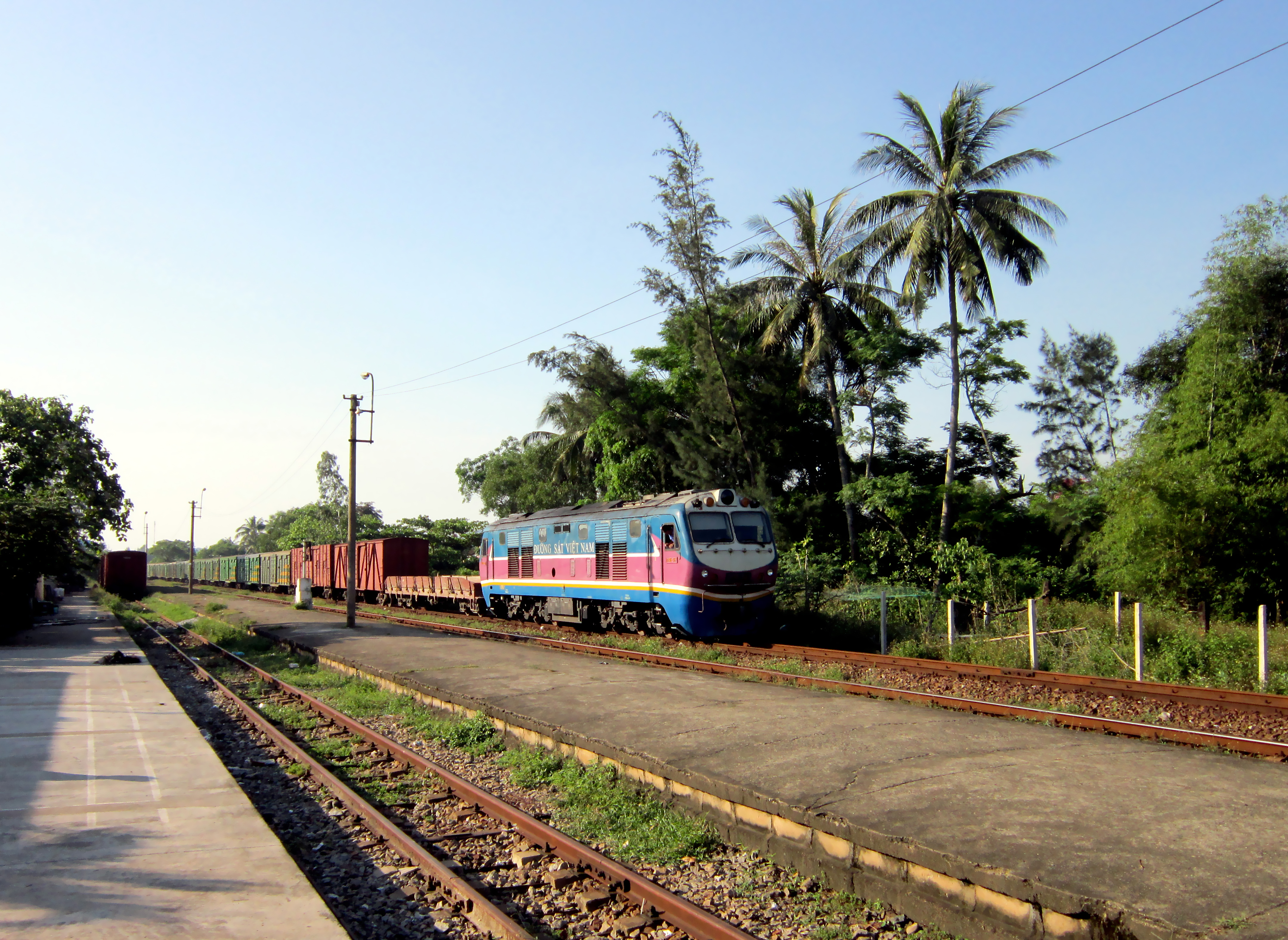
Tàu hỏa (tàu chở hàng) ở Việt Nam

14. Phủ Lý – Thịnh Châu - Bút Sơn: 10 km
15. Bình Thuận – Phan Thiết: 12 km

## Văn hóa

### Âm nhạc
- Ai nhanh hơn (Trần Thanh Tùng)
- Bài ca xe lửa (Gốc: Down by the station) (Paul Mills, Slim Gaillard & lời Việt: Nguyễn Ngọc Thiện)
- Down by the station (Paul Mills & Slim Gaillard)
- Đi nhà trẻ (Đào Ngọc Dung)
- Đi xe lửa (Diệp Minh Tuyền)
- Đoàn tàu nhỏ xíu (Mộng Lân)
- Hỏa xa (Tăng Nhật Tuệ)
- I've been working on the railroad (Dân ca Mỹ)
- Khúc nhạc trên tàu (Gốc: I've been working on the railroad) (Dân ca Mỹ & lời Việt: Nguyễn Ngọc Thiện)
- Mời lên tàu lửa (Sưu tầm)
- Tàu anh qua núi (Phan Lạc Hoa)
- Tàu về quê hương (Hồng Vân)
- Tàu về quê ngoại (Phạm Thế Mỹ)

### Phim
- Chunggington' (2008 - nay)
- Little Einsteins: Go west, young train (2005) (nhân vật: Little Red Train)
- Little Einsteins: Annie, get your microphone (2008) (nhân vật: Little Red Train)
- Make way for Noddy: The great train chase (có xuất hiện trong tập khác nhưng không nhiều)
- Thomas & friends (1984 - nay)

### Thơ
- Con tàu (Định Hải)
- Tiếng hát còn tàu (Chế Lan Viên)